# دباغة

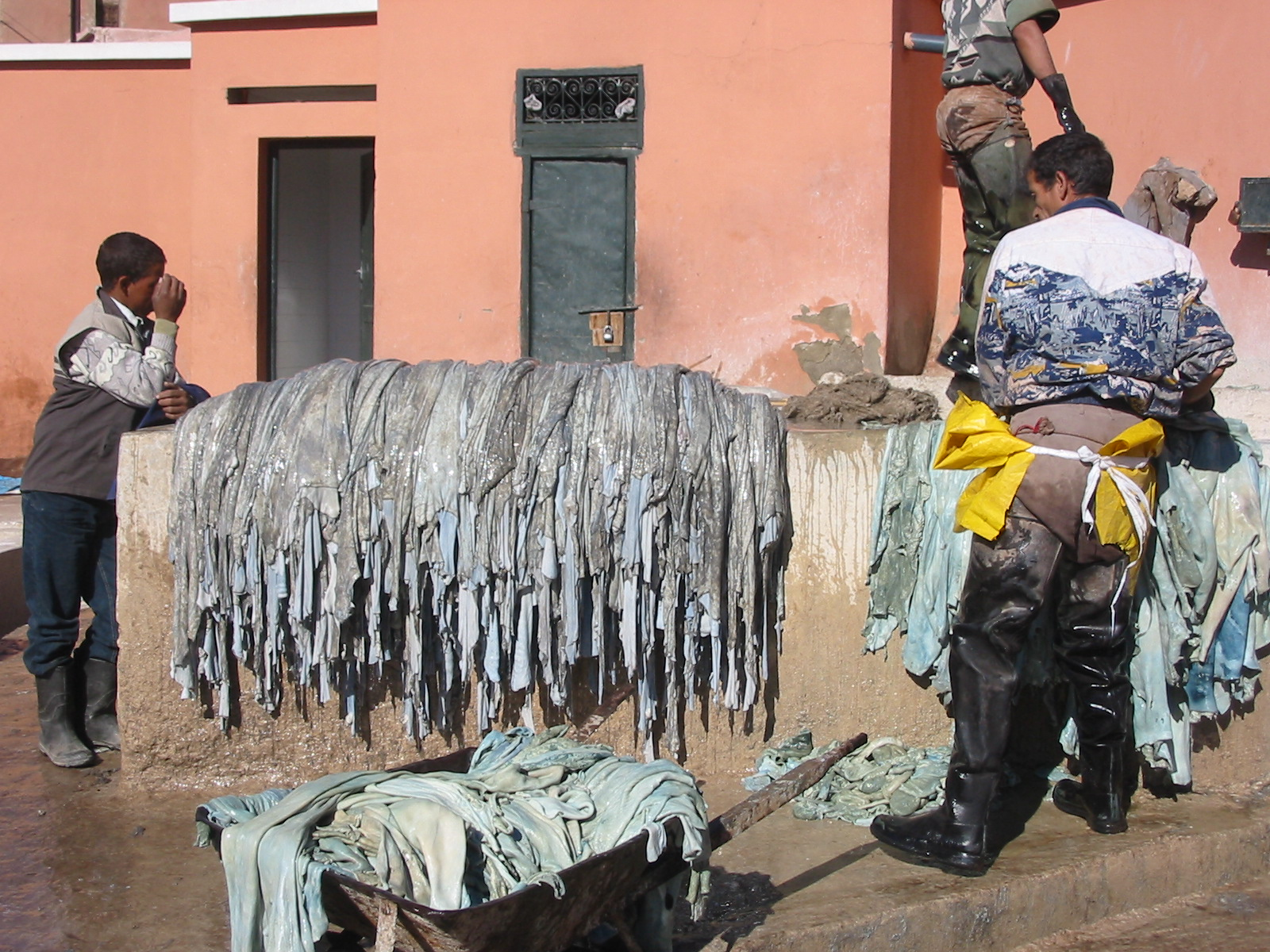
دباغة الجلود في مراكش.

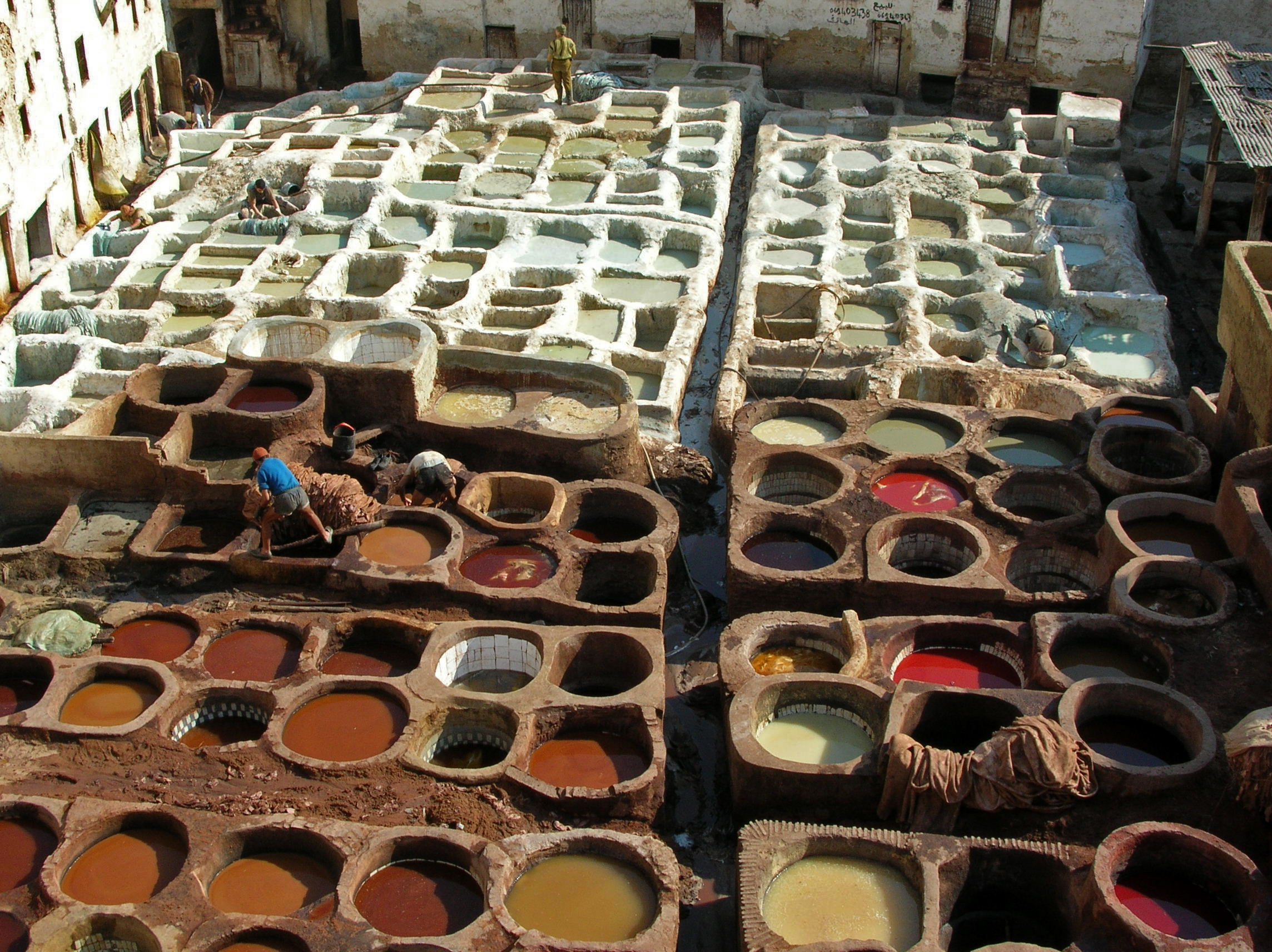
دباغة الجلود في فاس.

الدباغة  هي عملية تحويل جلد الحيوان بعد سلخه إلى المنتج المفيد الجلد. عملية الدباغة تحفظ الجلد من التعفن وتعطيه مرونة ومتانة. وتعد الماشية المصدر الرئيسي للجلود بينما تمثل جلود الغزال والماعز والغنم مصدرا آخر مهما للجلود. وهي ذات استخدام واسع وتصنع بعض الجلود المدبوغة المميزة من جلود التماسيح وسمك القرش والثعابين. تستخدم الجلود المدبوغة في صناعه الأحذية والأحزمة والقفازات والمعاطف والقبعات والقمصان والبنطلونات والجونلات وحقائب اليد إضافة إلى منتجات أخرى عديدة. ويصنع الجسم الخارجي لكرات اليد وكرات السلة والكريكيت من الجلد المدبوغ، وتستخدم بعض الصناعات السيور المتحركة المصنوعة من الجلد المدبوغ وتعتمد العربات والحافلات على حوامل محمية بطبقة من الجلد. يتميز الجلد المدبوغ بمقاومته الميكانيكية العالية ودرجة تحمله الكبيرة.
ويمكن من عملية الدباغة تصنيع الجلد ليصبح مرنا أو يكتسب خواصا أخرى مرغوبة. الجلود المدبوغة بعضها سميك وثقيل، وبعضها الآخر رقيق. ويمكن صباغة الجلود المدبوغة وتلميعها حتى تصير منتجا لامعا أو مزينا بأشكال بارزة.

## علم أصول الكلمة
- في الإنجليزية القديمة المتأخرة تسمى كلمة الدباغة (التانيان-Tannian)[2]، واستحدث اسم الدباغة في الإنجليزية الحديثة (تانانج-Tanning) وهي مأخوذة من اللغة اللاتينية (تانّارى-tannāre)[3][4] والمتشقة أيضًا من اللاتينية (التانّيومَ-tannum) وتعني لحاء شجر البلوط المجروش، الذي يصنع منه العفص (التانين-Tannin) وهو مركب كيميائي مصنوع من مصادر نباتية كلحاء شجر البلوط المطحون الذي استُعمل للدباغة في العصور الوسطى بنقع الجلد فيه، وكذلك كلمة اللون الأصحر (تاونىِ-Tawny)[5] واللون الأسمر المعروف بالحناطوي (تان-Tan)[6] وكلمة الدباغة (Tanning) نفسها كلها مأخوذة اشتقاقًا من اللاتينية. التانبارك (Tanbark) هو شذرات أو رقائق متساقطة من بعض الأشجار مثل لحاء شجر البلوط (Oak Bark) ولحاء شجر التنوب (Fir Bark) ولحاء شجر الشوكران (Hemlock) وغيرها[7][8][9] كما أن التانبارك يسمى باللغة الفرنسية (Tan)[10] ومن نفس المفردة تم اشتقاق كلمة الدباغة بالإنجليزية (Tanning) وأيضًا كوصف للون الأسمر (Tan) وكذلك اللون الأصحر (Tawny) المعروف بالحنطاوي أو القهوائي.
- في اللغة العربية تشير الدباغة إلى الدَبَغَ وتعني معالجة الجلد المسلوخ للمحافظة عليه من التعفن.[11]، وأيضًا تعني معالجة الجلد وجعله لينًا ولإزالة فسادة ونتانته ورطوبته[12] بينما في الشرع الإسلامي في اصطلاح مذهب فقهاء المالكية وغيرهم معنى الدبغ ما يزيل الريح أي الرائحة النتنة والرطوبة ويحفظه من الاستحالة فيصير حلال اللبس.[12][13]

## أنواع الجلد المدبوغ
الأنواع الرئيسية من الجلد: هي جلد نعل الحذاء وجلد الطبقة العلوية من الحذاء الشامواه والجلود الناعمة. وتصنع جلود النعل من جلود الماشية السميكة ومن جلود الحيوانات الكبيرة الأخرى، وتصنع الطبقة العلوية للحذاء من الجلود الرقيقة للعجول الصغيرة والماعز والحيوانات الصغيرة الأخرى أو من شق الجلود السميكة إلى طبقات رقيقة، ويدخل نحو 80% من جميع الجلود المدبوغة في صناعة الأحذية. تصنع الجلود الملساء غالبا من الطبقة الداخلية لفرو البقر بعد كشطها، وقديما كانت تستخدم جلود الماعز والأغنام في صناعه هذا النوع من الجلود، وتتميز هذه الجلود بنعومتها ومرونتها ومقاومتها للماء ودفئها، ويستخدم هذا النوع من الجلود في صناعة المعاطف والفساتين والبنطلونات وطبقات الأحذية العليا.

## إعداد الفرو
تجري عمليات تجهيز معينه للفرو قبل دباغته وتشمل هذه العمليات: المعالجة - إزالة طبقة اللحم الملتصقة بالفروة - نزع الشعر - الضرب.
1. المعالجة: تأتي معظم جلود الحيوانات المستخدمة في الدباغة من منتجي اللحوم والمجازر. وتجري معالجة الجلود قبل نقلها إلى المدابغ للحفاظ عليها من التعفن؛ وتعالج الجلود بوضع الملح على الجانب اللحمي من الجلد أو بنقعها في محلول ملحي (ماء مملح) أو بتجفيفها جزئيا ثم تمليحها أو بتجفيفها فقط. وبعد عملية المعالجة ترص الجلود في أسطوانات دوارة مملوءة بالماء ويقوم الماء بإزالة الأوساخ و الدم وبإزالة معظم الملح وإحلال الرطوبة المفقودة أثناء المعالجة.
2. إزالة طبقة اللحم: بعد عملية الغسيل والترطيب تمرر الجلود بآله إزالة اللحم، وهي آلة مزودة بسكاكين حادة لإزالة كل الدهون واللحوم على الجانب اللحمي من الجلد. وتجري غالباً عملية إزالة اللحم من الجلود في أماكن تصنيع اللحوم ولا توجد حاجة لإجراء هذه العملية داخل المدابغ.
3. نزع الشعر: يضع العمال الجلد المزال منه اللحم في أحواض تحتوي على محلول ماء الجير الذي يحتوي على كمية صغيره من كبريتيد الصوديوم ويقوم ذلك المحلول بإضعاف جذور الشعر بالتأثير الكيميائي. وخلال أيام قليلة ينحت الشعر، ثم يمرر الجلد بعد ذلك على آلة نزع الشعر والتي تعمل على إزالة الشعر بصورة كاملة. ويحتفظ بالشعر لاستخدامه في صناعه اللباد ومنتجات أخرى. وبعد إزالة الشعر تعاد عملية إزالة اللحم من الجلد لإزالة قطع الدهن الصغيرة المتفككة أثناء عملية نزع الشعر ثم يغسل الجلد بماء نظيف.
4. عملية الضرب: تجرى عملية ضرب الجلود بعد إزالة الشعر وذلك بوضعها في حمام من الحمض متوسط القوة لمعادلة محاليل نزع الشعر المتبقية بالجلود. وتعد هذه العملية ضرورية نظرا لأن المحاليل المستخدمة في الدباغة محاليل حمضية.

وتضاف الأنزيمات إلى حمام الضرب لتفكيك البروتينات الموجودة في الجلود التي قد تتداخل مع عمليات الدباغة.

## الدباغة
تعد الجلود بعد عمليات المعالجة ونزع اللحم ونزع الشعر والضرب جاهزة للدباغة وهناك أربع طرق رئيسية لدباغة الجلود:
1. الدباغة النباتية: تتم في أحواض كبيرة مملوءة بمحاليل الدباغة والتي تحضر من الماء ومادة التانين، والتانين مادة مرة يمكن الحصول عليها من بعض النباتات مثل أشجار البلوط أو أشجار الشوكران أو أشجار المانجروف أو أشجار السنديان أو أشجار الكيوبراكاو. يزيد العمال من قوة محلول الدباغة تبعا للوقت الذي تترك فيه الجلود في المحلول وعادة يبدأ تركيز محاليل الدباغة عند حوالي 0.5% وتزداد إلى أن تصل إلى 25% تانين عند إتمام عملية الدباغة وتستغرق عملية الدباغة النباتية عادة من شهر إلى ثلاثة شهور ولكن الجلود السميكة قد تتطلب دباغتها سنة كاملة. وتتميز الجلود المدبوغة بأسلوب الدباغة النباتية بصلابتها ومقاومتها العالية للماء بالمقارنة بالجلود المدبوغة بالكروم. والجلود المعاملة بالدباغة النباتية يتم تشبيعها بمواد مثل الزيوت والدهون وهذا التشبيع يجعلها طاردة للماء وأكثر مقاومة للبلى، وتستخدم الجلود المدبوغة بالطريقة النباتية في تجليد الكتب وصناعه السيور الثقيلة للآلات وتستخدم الدباغة النباتية النقية في صناعة بعض الجلود الخاصة، مثل جلد الريحان المصنوع من جلود الأغنام وبعض جلود البقر والنعام ووحيد القرن وكلب البحر.
2. الدباغة بالكروم: أكثر أنواع الدباغة المعدنية انتشارا وتجرى باستخدام محلول دباغة من أملاح الكرومات (مركبات الكروم) وقبل الدباغة بالكروم تحفظ الجلود بنقعها في محلول من حمض الكبريتيك والملح ويستمر نقع الجلود حتى يصل محتواها الحمضي إلى درجة معينه ثم تزال الجلود وتغسل بعد عملية الغسيل يضع العمال الجلود في أسطوانات الدباغة المملوءة بالماء وكبريتات الكروم ويكسب محلول كبريتات الكروم المستخدم في دباغة الجلود لونا أزرق فاتحا. تتم عملية الدباغة بالكروم عادة خلال ساعات قليلة بصورة أسرع من الدباغة النباتية. وتكون الجلود المدبوغة بالكروم أكثر مقاومة للحرارة والخدش وأكثر مرونة وأسهل في التطرية وبوجه عام تستخدم الجلود المدبوغة في الكروم في صناعة الطبقة العلوية للأحذية والقفازات والمحافظ والأمتعة وتنجيد المفروشات. وعلى الرغم من جودة الدباغة بالكروم إلا أنه في بعض الحالات قد تعاد دباغة بعض هذه الجلود باستخدام الدباغة الصناعية (مواد دباغة صناعية) ومحاليل الدباغة النباتية إضافة إلى مواد تحتوي على الفورملدهيد (الدهيد النمل) وذلك لإكسابها خصائص معينة.
3. الدباغة المختلطة: تتضمن استخدام كل من الدباغة بالكروم والدباغة النباتية وتستخدم الدباغة المختلطة في إنتاج جلود ذات خواص معينه مثل جلود الملابس شديدة النعومة أو القفازات أو الطبقة العلوية للأحذية ويتم في المدابغ الحديثة دباغة معظم الجلود بالكروم إما دباغة كاملة وإما دباغة أولية تسبق الدباغة النباتية وتسرع الدباغة الأولية من عملية الدباغة النباتية كما أنها تكسب الجلود المدبوغة نباتيا مرونة أكبر وتتم دباغة بعض نعال الأحذية نباتيا ولكن عادة تجري لها دباغة أولية باستخدام الكروم.
4. الدباغة بالزيوت: تستخدم في جلد الشمواه المصنوع من جلود الماشية ويزال الصوف من جلد الماشية ويتم بعد ذلك شق الجلد إلى طبقات وتستخدم الطبقات القريبة من اللحم في صناعة الشمواه، ويبدأ العمل بكشط الجلد لإزالة الخلايا الدهنية ثم يتم وضع الجلود المكشوطة في آلة محتوية على مطارق لدفع زيت كبد الحوت داخل الجلد وبعد اختراق الزيت للجلد تزال الجلود من الآلة وتجفف ثم يتم فردها لتطريتها وإعطائها مظهراً وبرياً (سطح صوفي لين)، وتستخدم هذه الطريقة في دباغة جلود السرج والجلود المستخدمة في الآلات وعلى الرغم من جودة الجلد المدبوغ بهذه الطريقة إلا أنه تجري أحيانا دباغة تلك الجلود بالكروم قبل دباغتها بالزيت.

## التصنيع النهائي
تجري بعد دباغة الجلد وتشمل:
1- فصل الطبقات 2- الصباغة 3- الرص 4- التشطيب:
1. الفصل: يتم إخراج الجلود المدبوغة من محاليل الدباغة وتجفف ويجري بعد ذلك شق بعض هذه الجلود باستخدام آلة تقوم بشق بعض الجلود إلى طبقتين وتسمى الطبقة العلوية المحببة، والطبقة السفلية اللحمية تسمى عادة الجلد الناعم، وتقسم الجلود إلى أربعة أقسام على حسب الأعضاء المأخوذة من الحيوان. فالجلود المأخوذة من الأرداف هي المثنية أو الملتوية وهي الجلد الموجود على أي من جانبي السلسلة الظهرية من الفخذ وحتى الكتف، ويعتبر الجلد المأخوذ من الكتف من الجلود الجيدة ولكنها في الغالب تكون مجعدة، والجلد المأخوذ من الرأس جلد جيد ولكن يعيبه كونه في صورة قطع صغيرة غير مستوية، أما الجلد المأخوذ من البطن فهو من أكثر أنواع الجلود رداءة نظرا لعدم استوائه وقابليته للتمدد.
2. الصباغة : تجرى صباغة معظم الجلود بعد عملية الدباغة في أسطوانات كبيرة مشابهة لتلك المستخدمة في الدباغة ويمكن صباغة الجلود باستخدام عدد من صبغات الأنيلين وصبغات الخشب الطبيعية والصبغات الحمضية، كما يمكن إجراء الصباغة باستخدام بعض مواد الدباغة، وتتم الصباغة بتقليب الجلد مع مخلوط من الماء الدافئ ومادة الصباغة، ويضاف عادة الزيت لزيادة نعومة الجلود. وبعد صباغة الجلود وإضافة الزيت يجري تجفيف الجلود عن طريق لصق الجلود على أسطح زجاجية أو رقائق معدنية وقد تجفف الجلود أيضا بتثبيتها (تدبيسها) على ألواح خشبية كبيرة تحتوي على فتحات للتهوية.
3. الرص: يلزم تطرية بعض أنواع الجلود بعد صباغتها، ويعاد ترطيب الجلود المجففة بوضعها في غرف ذات جو عالي الرطوبة، أو بتغطيتها بنشارة خشب مبللة أو بمادة مشابهة، توضع الجلود بعد ذلك داخل آلة الرص حيث تشد بواسطة أوتاد من الفولاذ ويعمل ذلك على تطرية الجلد، وعند الرغبة في الحصول على جلود ناعمة جدا تقلب الجلود في أسطوانة خشبية، وغالبا يجري تنعيم جلد القفازات بهذه الطريقة.
4. التشطيب: يكون الجلد بعد الرص جاهزا لعملية التشطيب النهائية ومن المواد المستخدمة في التشطيب النهائي للجلد (الكازين) _ البروتين الموجود في الحليب - ومركبات أخرى تؤخذ من الدم والحليب والشمع والزيوت ويجري رش مادة التشطيب على الجلد في صورة طبقات، وبعد معالجة القطعة من الجلد تدحرج أسطوانة من الزجاج أو الفولاذ فوق الجلد لتنعيمة وجعله براقا ويسمى الجلد شديد اللمعان (الجلد النموذجي)، وينتج هذا الجلد بوضع طبقات من الطلاء الزيتي الثقيل (الورنيش) في نهاية عملية التحسين ويكسب الورنيش الجلد النموذجي لمعة شديدة الثبات.

## استخداماللعاب
يعمل العلماء في الهند على استخدام المحفزات البيولوجية الموجودة في لعاب الإنسان لمعالجة جلود الحيوانات ودباغتها. وقال الباحثون أن عمليات صناعة الجلود الحالية تتمثل أولا في سلخ جلود الحيوانات ثم تنظيفها من الشعر وتنعيم أليافها بطمرها في محاليل دباغة كيميائية كأوكسيد الكالسيوم وكبريتيد الصوديوم الذي يطلق غازات ذات رائحة كريهة ويترك آثارا سمية، أما الطريقة الجديدة فتقلل التلوث البيئي الناتج عن تقنيات الدباغة الكيميائية بحوالي النصف.
وتتمثل التقنية الحديثة التي طورها الباحثون في معهد بحوث الجلد المركزي في شيناي، باستبدال المحاليل الكيميائية التي تستخدم في عملية التنعيم بالأنزيمات البيولوجية، حيث يتم نزع المزيج البروتيني والكربوهيدراتي الذي يسمى «بروتيوجلايكان» من الجلد لترك شبكة نظيفة من ألياف بروتين الكولاجين المتشابكة.
واستخدم الخبراء الهنود أنزيمات الأميليز المشابهة لتلك الموجودة في اللعاب، التي تحول الكربوهيدرات إلى مكوناتها الأولية من السكريات الأحادية، لتحطيم مزيج بروتيوجلايكان بنفس فعالية المحاليل الكيميائية، ثم إكمال عمليات المعالجة التقليدية بطمرها في محاليل دبغ نباتية لمنع تعفنها، مشيرين إلى أن الجلود المعالجة بهذه الطريقة تبدو كتلك المعالجة بالطريقة التقليدية حتى تحت المجهر.
وأشار العلماء في مجلة «الطبيعة» العلمية، إلى أن دباغة الجلود بالأنزيمات تقلل نسبة التلوث البيئي إلى النصف وتقلل كمية الفضلات الصلبة الناتجة عن عمليات إزالة الشعر وفصل الألياف بحوالي 95 %.

## حسب الدولة

### في الجزائر
مصانع الدباغة المنتشرة في أنحاء الجزائر، وتقدّر استنادا إلى إحصائيات رسمية بنحو 229 منشأة، بينها 138 وحدات مصغرّة شرعت في النشاط خلال الست سنوات الأخيرة مع البحث عن آليات فعالة لتحفيز المتعاملين المحليين لا سيما الخواص على استغلال وعاء ضخم من الجلود، وأبرز محدثونا ضرورة تسريع الارتقاء بمنظومة الجلود، تبعا لاتساع ما سماها «الفجوة التسويقية» وحتمية تحقيق الاكتفاء الذاتي بما يفرض إعادة هيكلة مصانع الجلود.

### في تونس
تشتهر منطقة المكنين في الساحل التونسي بدباغة الجلود، كما توجد في تونس أكبر مدبغة في أفريقيا

### في المغرب
مدينتي مراكش وفاس ومكناس أكثر المدن المعروفة بالصناعات الجلدية في المغرب،
كما يوجد في المغرب أكبر وأقدم مدابغ الجلود في افريقيا. يرجع عهدها إلى القرن 10 م.

### في مصر
اشتهرت منطقة تسمى بـ«الدباغين» بهذه المهنة وتقع في مصر القديمة وترجع أصول الدباغة بها إلى العصر العثماني. كما عرف قدماء المصريين الدباغة. إلا أن الحكومة المصرية تعتزم نقل الدباغين من المنطقة الأثرية مما يثير حفيظتهم. والسبب المعلن لذلك هو إنقاذ المدابغ من الانهيار وقد كان بمنطقة مجرى العيون أكثر من 350 مدبغة يعمل بها ما لا يقل عن 40 ألف عامل تقلص عددها حاليا إلي ما لا يزيد عن 50 مدبغة يعمل بها ما لا يزيد عن ألفي عامل وهذا نتيجة تراجع المدابغ وهو سبب وجود مشروع النقل لمنطقة تسمى الروبيكي منعا لانقراض المهنة.